# 반데르발스 상태 방정식
반데르발스 상태 방정식(van der Waals equation of state)은 0이 아닌 크기와 서로의 상호작용이 있는 입자로 된 유체의 상태 방정식이다. 이는 이상기체 상태 방정식의 변형으로 1873년에 요하너스 디데릭 반데르발스가 발견하였다. 이 방정식은 이상기체에서 따지지 않은 분자간의 인력과 반발력 또 입자의 크기를 고려한 방정식이다. 하지만 이또한 완벽하지 않다.

## 표현
반데르발스 상태 방정식은 다음과 같다.
{\displaystyle \left(P+a{\frac {n^{2}}{V^{2}}}\right)\left(V-nb\right)=nRT}
여기서 {\displaystyle P}는 유체의 압력이고, {\displaystyle V}는 유체의 부피이며,
{\displaystyle n}는 유체에서 분자나 원자 단위의 몰이며,
{\displaystyle T}는 유체의 절대 온도, {\displaystyle R}은 기체 상수이다.
{\displaystyle a}와 {\displaystyle b}는 물질의 특성에 따라 다른 매개변수인데, 대략 {\displaystyle a}는 분자 사이의 상호작용의 세기를, {\displaystyle b}는 유체를 이루는 입자가 차지하는 부피를 나타낸다고 볼 수 있다.

## 유도
반데르발스 상태 방정식을 유도하려면, 일단 다음과 같은 이상기체 상태방정식에서 시작하자.
{\displaystyle p={\frac {kT}{V}}}
모든 입자를 “점”입자로 따지지 않고 작은 반지름(반데르발스 반지름)을 가지는 “딱딱한 구”로 가정하자. 모든 구의 부피를 b라고 할 때 우리는 이 상태 방정식을
{\displaystyle p={\frac {kT}{V-nb}}}
로 나타낼 수 있다.
한 입자가 차지하는 부피 V는 V-nb로 대치되었다. 이것은 입자들이 서로 겹쳐지지 않음을 의미하는 것이다.
다음으로, 우리는 원자간 인력을 계산하여야 한다. 이것은 입자당 평균 헬름홀츠 자유 에너지를 유체의 밀도에 따라 감소하게 만든다. 그렇다면 압력 p는 다음과 같은 열역학적 관계를 따를 것이다.
{\displaystyle A=U-TS}
{\displaystyle dA=dU-TdS-SdT=-pdV+TdS-TdS-SdT=-pdV-SdT=\left({\frac {\partial A}{\partial V}}\right)_{T}dV+\left({\frac {\partial A}{\partial T}}\right)_{V}dT}
{\displaystyle p=-\left({\frac {\partial A}{\partial V}}\right)_{T}}
그러므로 인력은 {\displaystyle {\frac {1}{V^{2}}}}에 따라 관계되고 우리는 결국 다음과 같은 판데르발스 상태 방정식을 얻을 수 있다.
{\displaystyle p={\frac {kT}{V-nb}}-{\frac {a}{V^{2}}}}

## 단순화
- 임계온도의 상태를 1로 나타낸 임계변수를 이용하면 매우 쉽게 나타낼 수 있다.

## 같이 보기
- 이상기체 상태 방정식
- 맥스웰 구성